# 파올로 누티니
파올로 누티니(Paolo Nutini, 1987년 1월 9일 ~ )은 스코틀랜드의 싱어송라이터이다.